# Emlerija
Emlerija (lat. Oemleria), monotipski rod ružovki čija je jedina vrsta O. cerasiformis,  To je listopadni grm visok 15 – 20 stopa (4,5-6 m) raširen po zapadnim predjelima Sjeverne Amerike, od Britanske Kolumbije, na jug do Kalifornije.
Listovi su dugi 4-6,5 cm, kratkih peteljki, mladi imaju okus na krastavce. U Sjevernoj Americi jedan je od prvih grmova koji cvjeta u proljeće, biljke obično dvodomne - muški ili ženski cvjetovi na odvojenim biljkama, cvjetovi zeleno-bijeli, u visećim grozdovima na krajevima lisnatih grana. Plod jajolikog oblika (cerasiformis: oblika trešnje), narančasto-crven, zatim crveno-ljubičasti, hrana su pticama. Iako su gorki i opori, oni su "prilično ukusni kada su potpuno zreli" (Pojar i MacKinnon, 1994.).

## Galerija
- O. cerasiformis
- O. cerasiformis
- O. cerasiformis
- O. cerasiformis

## Sinonimi
- Nuttallia Torr. & A.Gray ex Hook. & Arn.
- Osmaronia Greene
- Exochorda davidiana Baill.
- Nuttallia davidiana (Baill.) Baill.
- Osmaronia bracteosa Greene
- Osmaronia cerasiformis (Torr. & A.Gray ex Hook. & Arn.) Greene
- Osmaronia cerasiformis var. lancifolia Greene
- Osmaronia cerasiformis var. nigra Greene
- Osmaronia demissa Greene
- Osmaronia laurina Greene
- Osmaronia obtusa Greene
- Osmaronia padiformis Greene